# ایسائو کویزومی
ایسائو کویزومی (انگلیسی: Isao Koizumi؛ زادهٔ ۲ ژوئیهٔ ۱۹۴۵) بازیکن والیبال اهل ژاپن است.